# Oxytorus nikkoensis
Oxytorus nikkoensis är en stekelart som först beskrevs av Setsuya Momoi 1965.  Oxytorus nikkoensis ingår i släktet Oxytorus och familjen brokparasitsteklar. Inga underarter finns listade i Catalogue of Life.